# 디미트리스 파파도풀로스
디미트리스 파파도풀로스(그리스어: Δημήτρης Παπαδόπουλος, 1981년 10월 20일, 우즈베크 SSR 가가린 ~)는 그리스의 전 축구 선수이다.

## 친선 경기

### 아크라티토스
그는 그리스 리그 하위권 구단이 아크라티토스의 유소년 아카데미에서 축구에 입문해, 1999년에 데뷔하여, 팀이 2001년에 사상 처음으로 알파 아트니키로 승격하게 도왔다.

### 번리
얼마 지나지 않아, 그는 잉글랜드의 번리로 이적하여, 2년을 보내게 되었고, 2002년 8월 20일에는 그리스 국가대표팀에서 신고식을 치렀다.

### 파나티나이코스
2003년 7월, 그는 파나티나이코스로 이적했다. 그는 이적 원년부터 선발 라인업에 포함되었고, 파나티나이코스가 더블을 기록한 2003-04 시즌에 26경기를 나와 17골을 넣었고, 이로써 팀은 올림피아코스가 독주하는 그리스 리그에서 거의 10년만에 처음으로 리그를 우승했다.
이후, 그는 올해의 리그 최우수 선수로 선정되었고, UEFA 유로 2004에서 그리스 국가대표팀에 승선해 대회 우승을 거두었다. 그는 러시아전에 출전해 그리스의 만회골을 도와 다음 라운드 진출에 큰 공을 세웠다. 그는 같은 해 여름에 열린 2004년 아테네 올림픽에서도 그리스 올림픽 국가대표팀 일원으로 참가했었다.

### 레체
2008년 11월 13일, 세리에 A 클럽 레체는 파파도풀로스를 자유 계약으로 영입했다고 발표했다. 그는 2009년 1월 19일, 제노아와의 스타디오 비아 델 마레 홈경기에서 경기 막판에 잔니 무나리와 교체로 나가 이탈리아 세리에 A 데뷔전을 치렀다. 4월 19일, 그는 스타디오 올림피코에서 열린 로마와의 경기에서 세리에 A 첫 골을 기록했다.

### 디나모 자그레브
2009년 6월 26일, 그는 크로아티아 챔피언 디나모 자그레브와 연간 €650,000짜리 3년 계약을 체결했다. 그는 디나모 자그레브에서 득점을 기록하며 크로아티아 컵 상위 라운드 진출을 도왔고, 프르바 HNL 우승에 공헌했다.

### 셀타 비고
2010년 1월 22일, 파파도풀로스는 셀타 비고와 시즌말까지 계약했다. 그의 상황은 좋게 흘러가다가 4월 말, 부상당하면서 주전으로 활약하지 못하게 되었다. 그 다음 여름, 셀타 비고는 선수단 보강을 목적으로 스트라이커 다비드 로드리게스와 윙어 데 루카스를 영입했다. 그 결과 파파도풀로스의 지위는 팀의 세번째 스트라이커로 강등되었고, 그에 따라 그는 다수의 시즌 정규 리그 경기 라인업에서 제외되었다. 2010-11 시즌 초, 파코 에레라 셀타 비고 감독은 파파도풀로스를 더 이상 전력으로 구분하지 않을 것이며, 높은 주급에 미치지 못하는 활약을 하는 그에게 클럽을 떠나도록 압박했다. 그는 20경기 이상을 출전했으나, 단 한번도 득점하지 못하였다. 그의 계약은 2013년에 만기될 예정이었다.

### 레바디아코스
2012년 1월, 파파도풀로스는 수페르리가 엘라다의 레바디아코스로 임대되었으나, 팀이 7위로 리그를 마치는 와중에 단 한골도 넣지 못했다.

### 판트라키코스
2012년 여름, 그는 판트라키코스로 이적했다. 그는 친정팀 파나티나이코스전에서 데뷔해, 경기 결승골의 주인공이 되었다. 10월 8일, 그는 또다른 친정팀 레바디아코스와의 원정 경기에서 1-0 페널티킥 결승골을 성공시켰다. 2012년 11월 11일, 파파도풀로스는 아스테라스 트리폴리스와의 경기에서 시즌 4호골로 판트라키코스의 승리를 도왔고, 이 경기의 맨 오브 더 매치로 선정되었다. 2012년 11월 26일, 그는 아리스전에서 멀티골을 성공해 판트라키코스가 4-0으로 이기도록 만들었다. 파파도풀로스는 2006년 11월 26일 이래 수페르리가 엘라다 한경기에서 두골 이상을 넣은 적이 없었다. 2012년 12월 15일, 그는 2-0으로 이긴 케르키라 원정 경기에서 팀의 2-0 쐐기골을 넣었다. 2013년 1월 16일, 그는 레오니다스 키벨리디스와 교체되어 아폴론 스미르니전 이래 몇년만에 처음으로 그리스 컵 경기에 모습을 드러냈다. 2013년 1월 19일, 그는 스피로스 루이스에서 열린 파나티나이코스와의 경기에서 투셰의 골에 힘입어 경기를 비겼다. 2013년 3월 13일, 그는 판트라키코스에서 그리스 컵 준결승에 올랐다. 2013년 4월 7일, 그는 페널티킥으로 크레타전에서 3-1 승리를 견인했다. 이 골은 파파도풀로스의 수페르리가 엘라다 시즌 10호골이 되었다.
파파도풀로스는 수페르리가 엘라다 올해의 축구 선수로 선정되었다. 판트라키코스 선수들은 수페르리가 엘라다에서의 그의 성과에 대해 기립했다. 그는 팀내 최다 득점자로 골을 11번 넣었다. 주요 경기에서, 파파도풀로스는 능력을 발휘, 팀이 중위권으로 시즌을 마쳐 강등을 손쉽게 피했다. 판트라키코스는 그리스 컵 준결승 진출에도 성공했다. 스타마티스 시리고스 PSAP 대변인은 "성격, 리더쉽 능력, 그리고 경험으로, 디미트리오스 파파도풀로스는 팀원들이 자신감을 북돋도록 도왔다. 이 요소들이 그의 기풍과 조합되어 그는 그리스 프로 축구 선수 투표에서 최고의 지위를 자리잡을 수 있었다."라고 덧붙였다.
반면, 파파도풀로스는 자신의 이전 실망스러운 과거 행보에 대해 몇 마디를 건넸다: "저는 항상 제 원래 행보대로 돌아갈 것이라고 믿었고, 저는 판트라키코스에서 기회를 잡았고, 리그에서의 한 자리를 얻기 위해 격전을 벌였습니다."라고 아테네에서 열린 월요일 시상식에서 말하였다.

### 아트로미토스
훌륭한 시즌을 보내고, 2013년 여름, 그는 작년 수페르리가 엘라다에서 4위를 차지했던 아트로미토스와 2년 계약을 체결했다. 그는 2013년 8월 17일, 에르고텔리스와 2-2로 비긴 홈경기에서 1호골을 득점했다.
2013년 8월 30일, AZ와 UEFA 유로파리그를 건 드라마틱한 경기에서, 후자의 팀은 33분의 정규 시간을 남기고 화재 지연이 있은 후 아트로미토스를 이겼다. 비록 디미트리스 파파도풀로스가 정지되기 전에 득점을 성공시켜 1-0으로 아트로미토스가 리드를 잡았으나, 합계 2-3으로 밀린 상황에서 경기 후 관중들은 57분에 정지된 상황에 대피했다. 다음날 경기가 재개되자 타나시스 카라구니스는 2차전에서 2-0 추가골을 성공시켰으나, 합계 3-3으로 동률인 상황에서 결승골을 뽑아내지 못했고, 결국 조별 리그 진출권을 네덜란드 클럽에 내주게 되었다.
그리스 거함 올림피아코스와 득점 없이 비긴 경기에서, 우수한 활약을 펼친 후 TV 카메라 앞에서: "우리는 어느 상대든지 간에 대항할 좋은 팀이 있습니다. 우리팀은 경험 많은 선수들을 보유하고 있고, 이러한 경기에 무엇을 해야 할지 알고 있습니다. 전반전에 올림피아코스가 밀어붙여서 공을 소유하거나 공격적으로 나갈 수 없었습니다. 후반전에서 우리는 더 나은 활약을 했고, 카라마노스가 들어가면서 경기 상황이 바뀌었습니다. 올림피아코스를 상대로 우리는 좋은 수비를 펼쳤고, 우리의 주 목표는 1차전에서 무득점으로 마무리하는 것을 피하는 것이었으나, 2차전을 지켜봐야 할 것 같습니다."라고 인터뷰했다.
2013-14 정규시즌이 끝난 후, 그는 리그에서 14골을 적립하여 클럽내 최다 득점자였다. 2014년 5월 27일, 아트로미토스는 스트라이커와의 계약 해지를 발표했다.

### PAOK
2014년 8월 29일, 파파도풀로스는 베리아에 링크되어 구두 합의를 보았으나, 수페르리가 엘라다의 PAOK와 1년 계약을 맺게 되었다. 9월 18일, 그는 디나모 민스크와의 유로파리그 경기에서 PAOK 유니폼을 입고 데뷔해 팀의 5번째 골로 6-1 승리에 일조했다.

## 국가대표팀 경력
디미트리오스 파파도풀로스는 2002년 11월 20일, 아일랜드전에서 그리스 국가대표팀 데뷔전을 치렀고, 나중에 우승을 거둔 UEFA 유로 2004에 참가한 대표팀에 승선했다. 그는 러시아전에서 지시스 브리자스의 골을 어시스트해 그리스가 러시아전 패배에도 불구하고 스페인을 골득실로 넘어 UEFA 유로 2004를 우승하도록 도왔다. 그는 그리스 U-23 국가대표팀 일원으로 활약한 2004년 하계 올림픽에서도 3번의 경기에 모두 출전하였고, 1골을 기록했다. UEFA 유로 2004 우승에 따라, 디미트리오스 파파도풀로스는 독일에서 열린 2005년 FIFA 컨페더레이션스컵의 그리스 선수단에도 이름을 올렸다. 오토 레하겔 감독은 그를 UEFA 유로 2008 예선전에서도 그를 명단에 이름을 올렸으나, 스위스와 오스트리아에서 열린 이 대회 본선전에는 참가하지 못했다.
2013년 8월 29일, 페르난두 산투스 그리스 국가대표팀 감독은 파두츠의 라인파르크 슈타디온에서 열릴 리히텐슈타인과의 2014년 FIFA 월드컵 예선전 경기에서 디미트리오스 파파도풀로스가 6년만에 국가대표팀에 복귀한다고 발표했다. 그는 이 경기 84분에 라자로스 흐리스토둘로풀로스와 교체로 출전했다.

## 국가대표팀 득점 기록
| #  | 날짜            | 경기장           | 상대     | 점수 | 기록 | 대회                      |
| -- | --------------- | ---------------- | -------- | ---- | ---- | ------------------------- |
| 1. | 2004년 2월 18일 | 피레아스, 그리스 | 불가리아 | 2–0  | 승   | 친선경기                  |
| 2. | 2006년 10월 7일 | 피레아스, 그리스 | 조지아   | 1–0  | 승   | 2006년 FIFA 월드컵 예선전 |

## 수상

### 클럽
파나티나이코스
- 수페르리가 엘라다: 2003–04
- 그리스 컵: 2003–04

디나모 자그레브
- 프르바 HNL: 2009–10

### 국가대표팀
그리스
- UEFA 유럽 축구 선수권 대회: 2004

### 개인
- 수페르리가 엘라다 그리스 올해의 축구 선수: 2003-04, 2012-13